# Trichorthosia clarcana
Trichorthosia clarcana är en fjärilsart som beskrevs av Dyar 1916. Trichorthosia clarcana ingår i släktet Trichorthosia och familjen nattflyn. Inga underarter finns listade i Catalogue of Life.